# 제임스 랜손
제임스 랜슨(James Ransone, 영어 발음: /ˈrænsən/, 1979년 6월 2일 ~ )은 미국의 배우이다. 《더 와이어》(2003), 《제너레이션 킬》(2008) 등의 텔레비전 드라마와 《살인 소설》(2012), 《탠저린》(2015), 《그것: 두 번째 이야기》(2019), 《블랙폰》(2021) 등의 영화에 출연했다.

## 출연 작품

### 영화
- 켄 파크 (2002)
- 더티 쉐임 (2004)
- 인사이드 맨 (2006) - 스티브-오 역
- 푸치니 초급과정 (2006)
- 프롬 나이트 (2008)
- 쓰리 데이즈 (2010)
- 화이트 밀크 (2011)
- 살인 소설 (2012)
  - 살인 소설 2 (2015)
- 스타렛 (2012)
- 브로큰 시티 (2013)
- 엠파이어 스테이트 (2013)
- 올드보이 (2013)
- 일렉트릭 슬라이드 (2014)
- 범죄의 제국 (2014)
- 캠퍼스 어택: 크리스티 처결단 (2014, Kristy)
- 탠저린 (2015)
- 미스터 라잇 (2015)
- 인 어 밸리 오브 바이얼런스 (2016)
- 캡티브 스테이트 (2019) - 패트릭 역
- 그것: 두 번째 이야기 (2019)
- 블랙폰 (2021)

### 텔레비전
- 로앤오더: 범죄 전담반 (2001, 2006)
- 서드 워치 (2002)
- 에드 (2002)
- 더 와이어 (2003)
- CSI: 과학수사대 (2005)
- 제리코 (2007)
- 제너레이션 킬 (2008)
- 하우 투 메이크 잇 인 아메리카 (2010)
- 번 노티스 (2010)
- 하와이 파이브-0 (2011)
- 트레메 (2011)
- 보슈 (2016, Bosch)
- 씰 팀 (2020)